# 愛せ、至極散々な僕らの日を
『愛せ、至極散々な僕らの日を』（あいせ、しごくさんざんなぼくらのひを）は、2024年1月17日にavex traxから発売されたONE LOVE ONE HEARTの2枚目のアルバムである。

## 概要
2023年6月11日にONE LOVE ONE HEARTメンバーの咲太朗がグループを脱退し、ONE LOVE ONE HEARTが9人体制になってからの初のアルバムとなる。そのような経緯より一部の楽曲には脱退前の咲太朗が参加している。
本アルバムには配信限定シングルが6曲含まれている。配信限定シングル化がされていた「過剰本能」はテレビドラマ「ドラマL」『ガチ恋粘着獣』（朝日放送テレビ）のエンディングテーマに使用された。ONE LOVE ONE HEARTとして初めてテレビドラマのタイアップがついた楽曲となる。
オリコンデイリーアルバムランキングで4位、オリコン週間アルバムランキングで7位となりオリコン週間アルバムランキングにてグループ初のトップ10入りを果たした。
リード曲かつ表題曲でもありアルバム発売前に先行して配信限定シングルとして配信されていた「愛せ、至極散々な僕らの日を」はアルバム発売後に公開されたライブパフォーマンスの一部を切り抜いた動画がTikTokで徐々に話題となった。SNS上で話題となった結果、アルバム発売から約7ヶ月後の2024年8月21日のSpotifyバイラルチャートにて「愛せ、至極散々な僕らの日を」が8位となりグループ初のSpotifyバイラルチャートトップ10入りを果たした。2024年12月時点で「愛せ、至極散々な僕らの日を」TikTok関連動画は累計で2,000万回再生突破している。

## 批評
音楽情報ラジオ番組『MUSIClock』（interfm）のメインパーソナリティでもある山崎あみは表題曲「愛せ、至極散々な僕らの日を」について「冒頭、藤咲さんの瞬発力、透明感、伸びのある歌声に耳を奪われるのではないでしょうか。ラブワンは激しめのダンスをしながら歌うことが多いのですが、藤咲さんは声の伸び、揺れ、抜き、がなりまで、細かく使い分けています。」と高評価を与えている。

## 収録曲
（ONE LOVE ONE HEART：相原一心・洸瑛・久昌歩夢・笹原遼雅・飯塚瑠乃・イーチ・佐々木杏莉・藤咲碧羽・矢嶋由菜）

### 楽曲解説
1. 愛せ、至極散々な僕らの日を
本アルバムのリード曲であり表題曲でもある。配信限定シングルとして2023年12月6日に配信が開始された。本楽曲は「どんな出来事も散々な毎日も、全てが僕たち私たちの愛すべき青春」というテーマを掲げている[14]。
本楽曲のMVは静岡市内の各地にて撮影された[15]。
音楽番組『PLAYLIST』（TBSテレビ）、『プレミアMelodiX!』（テレビ東京）にてパフォーマンスを披露した。
2. Fireworks
配信限定シングルとして2023年7月12日に配信が開始された。「鮮やかで淡い恋愛を描いた歌詞と爽やかなアップテンポのメロディ」が特徴の楽曲となる[16]。
イズミ・ゆめタウン「ゆめタウンの水着2023」のCMソングとして使用された[17]。
3. 過剰本能
配信限定シングルとして2023年4月12日に配信が開始された。ONE LOVE ONE HEARTとして初のテレビドラマタイアップとなるテレビドラマ「ドラマL」『ガチ恋粘着獣』（朝日放送テレビ）のために書き下ろされた楽曲となる。『ガチ恋粘着獣』の世界観ともリンクする「ガチ恋心」を表現した歌詞が特徴となる楽曲である[7]。
4. マジで超やべぇ
配信限定シングルとして2023年10月25日に配信が開始された。男子メンバーによる曲であり「放課後の男子たち」がテーマとなっている[18]。
5. ハイスイノジン
配信限定シングルとして2023年10月25日に配信が開始された。女子メンバーによる曲であり「女子高生のチートデー」がテーマとなっている[18]。
6. エンテンカ
男子メンバーによる曲であり盛り上げ曲となる。本楽曲の振り付けは飯塚瑠乃と矢嶋由菜が担当した[19]。
7. Give it a try
女子メンバーによる曲となる。イーチは本楽曲についてカッコよく魅せられるメロディーとなっていると述べている[19]。
8. Prime Numbers
テンポ感がよく、途中でラップパートが挟まれている楽曲となる。矢嶋由菜は本楽曲で初めてラップパートを担当した[19]。
9. Yell for You
配信限定シングルとして2023年3月15日に配信が開始された。ONE LOVE ONE HEARTの楽曲としては珍しく直球の恋愛ソングとなる[19]。
PopteenとKDDIのサブブランドUQ mobileの「UQ親子応援割」がコラボレーションした恋愛ショートドラマ『キミの青春へ、恋へ、エール』の主題歌として使用された[7]。また『キミの青春へ、恋へ、エール』をモチーフとしたPopteenバージョンのMVも作成された[20]。MVでは『キミの青春へ、恋へ、エール』のカットが挿入され、ドラマ出演者と同じ制服を着用したメンバーがパフォーマンスをしている。
10. Happy Christmas
ONE LOVE ONE HEART初のクリスマスソングとなる。男子メンバーが中心となり歌われている。本楽曲のSpecial Movie -BOYS ver.-[21]、Special Movie -GIRLS ver.-[22]がYouTubeにて公開されている。-BOYS ver.-は佐々木杏莉、-GIRLS ver.-は笹原遼雅が監督を務めている[19]。
11. 圧倒的LOVE
音数が多く男女ボーカル畳みかけるような展開の楽曲となる[23]。飯塚瑠乃は本楽曲について「恋愛とは限らない、いろんな形の愛の形を描いた楽曲」と述べている[19]。
本楽曲の振付は槙田紗子が担当している[24]。

### 楽曲クレジット
| #         | タイトル                       | 作詞                                      | 作曲                                      | 編曲                     | 時間  |
| --------- | ------------------------------ | ----------------------------------------- | ----------------------------------------- | ------------------------ | ----- |
| 1.        | 「愛せ、至極散々な僕らの日を」 | CONY・Sayaka Inoue                        | CONY・Sayaka Inoue                        | 近田潔人                 | 3:49  |
| 2.        | 「Fireworks」                  | 堀川ひとみ・hanawaya・Emyn rumbold・KiEE  | 堀川ひとみ・hanawaya・Emyn rumbold・KiEE  | CUBE JUICE               | 3:19  |
| 3.        | 「過剰本能」                   | EARSY                                     | 中瀬佑一                                  | 中瀬佑一                 | 3:29  |
| 4.        | 「マジで超やべぇ」             | RIKE                                      | RIKE                                      | RIKE                     | 3:03  |
| 5.        | 「ハイスイノジン」             | Kaz Kuwamura・p.e.t.・奈良ひより          | Kaz Kuwamura・p.e.t.・奈良ひより          | p.e.t.                   | 3:21  |
| 6.        | 「エンテンカ」                 | Ryosuke Matsuzaki                         | YUU for YOU・Ryosuke Matsuzaki            | Yoshi                    | 3:29  |
| 7.        | 「Give it a try」              | 木村友威                                  | h-wonder                                  | h-wonder                 | 3:38  |
| 8.        | 「Prime Numbers」              | Hiddie・宇野水木・長沢知亜紀              | Hiddie・宇野水木・長沢知亜紀              | Hiddie                   | 3:19  |
| 9.        | 「Yell for You」               | amane・永野小織・バショー・Fi'Ne          | amane・永野小織・バショー・Fi'Ne          | Fi'Ne                    | 4:10  |
| 10.       | 「Happy Christmas」            | CONY・Sayaka Inoue・Tommy                 | CONY・Sayaka Inoue・Tommy                 | 山下和彰                 | 4:36  |
| 11.       | 「圧倒的LOVE」                 | her0ism・TSINGTAO・Samuel Kim・Mai Haylee | her0ism・TSINGTAO・Samuel Kim・Mai Haylee | her0ism・Shintaro Yasuda | 3:47  |
| 合計時間: | 合計時間:                      | 合計時間:                                 | 合計時間:                                 | 合計時間:                | 40:00 |

## 販売形態

### CDアルバム
2024年1月17日にTYPE-A、TYPE-B、TYPE-Cの3形態でCDアルバムが発売された。TYPE-AにはBlu-rayも付属している。
| 形態   | 規格       | 規格品番     | 収録内容 |
| ------ | ---------- | ------------ | --- |
| TYPE-A | CD+Blu-ray | AVCD-63538/B | - CD - Blu-ray 1. 「愛せ、至極散々な僕らの日を」Music Video 2. 「愛せ、至極散々な僕らの日を」Music Video Making Movie 3. 「Fireworks」Music Video 4. 「過剰本能」Music Video 5. 4thワンマンライブ「ONE LOVE ONE HEART Oneman Live “Are you all ready?”」2部(2023年8月25日(金)) 6. 4thワンマンライブ「ONE LOVE ONE HEART Oneman Live “Are you all ready?”」Behind the Scenes |
| TYPE-B | CD         | AVCD-63539   | - CD |
| TYPE-C | CD         | AVCD-63540   | - CD |

全タイプ初回封入特典：トレーディングカード（全12種中1種ランダム封入）

### 配信アルバム
2024年1月17日のCDアルバム発売と同日に配信アルバムも各種配信サイトにてリリースされた。収録内容はCDの内容と同一となる。
| 規格 | 規格品番          | 収録内容     |
| ---- | ----------------- | ------------ |
| 配信 | ANTCD-A0000012275 | - CDと同内容 |

## タイアップ
| 楽曲             | タイアップ                                             | 内容               | 備考   |
| ---------------- | ------------------------------------------------------ | ------------------ | ------ |
| 「Yell for You」 | 『キミの青春へ、恋へ、エール』（ポップティーン、KDDI） | 主題歌             | [ 28 ] |
| 「過剰本能」     | 「ドラマL」『ガチ恋粘着獣』（朝日放送テレビ）          | エンディングテーマ | [ 7 ]  |
| 「Fireworks」    | イズミ・ゆめタウン「ゆめタウンの水着2023」             | CMソング           | [ 17 ] |

## テレビ出演
| 楽曲                           | 番組                               | 放送日             | 備考   |
| ------------------------------ | ---------------------------------- | ------------------ | ------ |
| 「愛せ、至極散々な僕らの日を」 | 『PLAYLIST』（TBSテレビ）          | 2024年1月30日深夜  | [ 29 ] |
| 「愛せ、至極散々な僕らの日を」 | 『PLAYLIST』（TBSテレビ）          | 2024年9月24日深夜  | [ 30 ] |
| 「愛せ、至極散々な僕らの日を」 | 『プレミアMelodiX!』（テレビ東京） | 2024年11月11日深夜 | [ 31 ] |